# Küstengeschütz

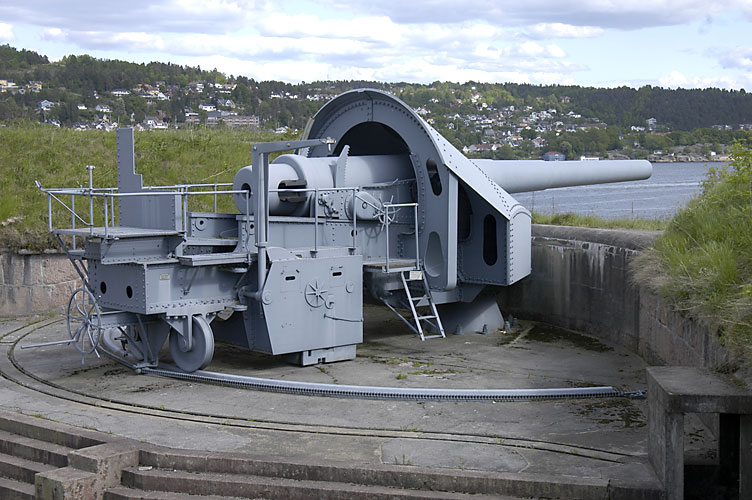
28-cm-Kanone von Krupp in der Festung Oscarsborg

Als Küstengeschütze oder -artillerie wird die in Küstenbefestigungen zur Bekämpfung feindlicher Schiffe aufgestellte Artillerie bezeichnet.

## Entwicklung bis zur Mitte des 19. Jahrhunderts

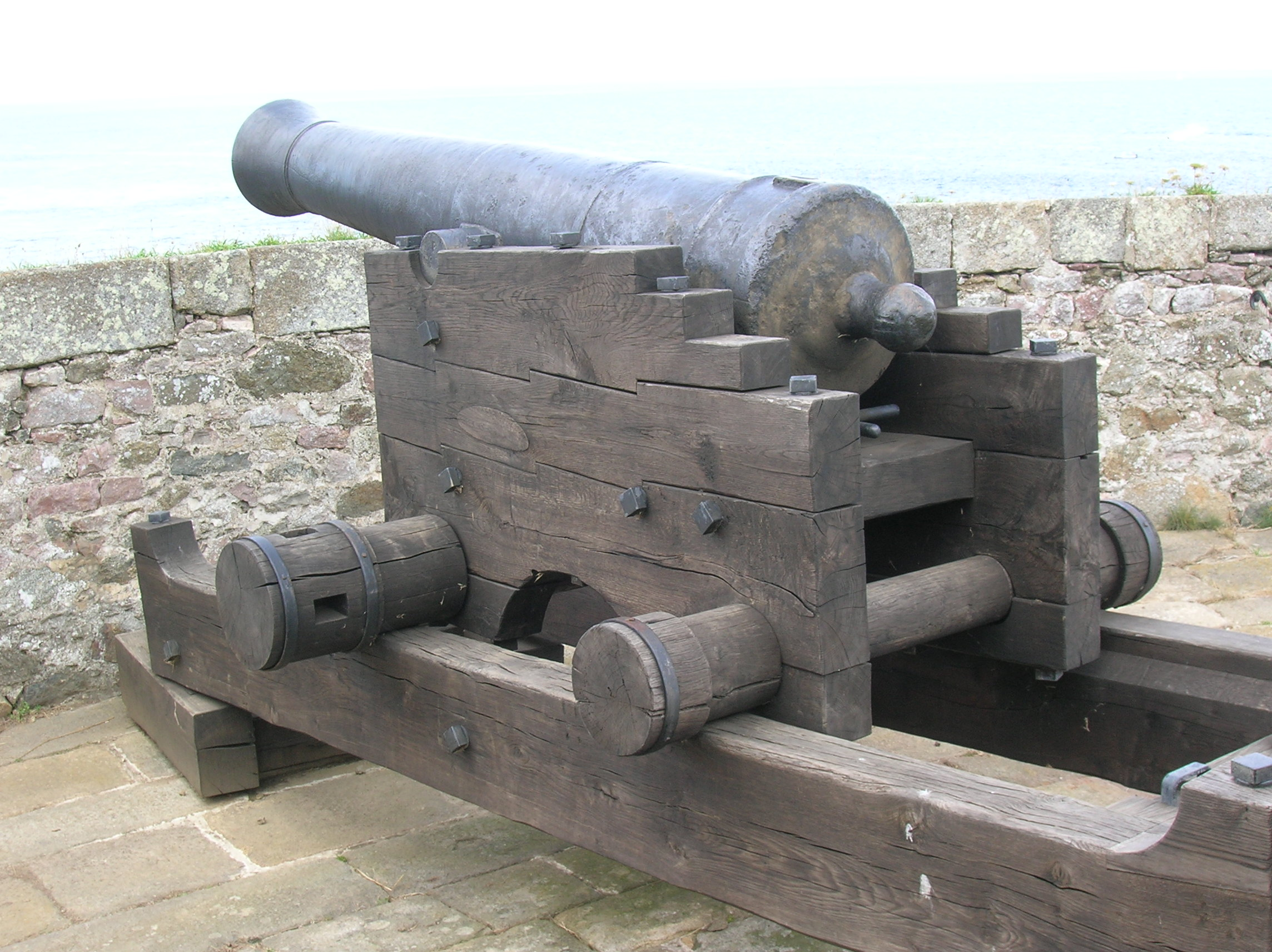
Französischer Vorderlader in Fort La Latte, Côtes d’Armor, Frankreich, 1778

Bis zur Mitte des 19. Jahrhunderts kamen in Küstenbefestigungen Vorderladergeschütze verschiedener Kaliber zur Anwendung. Sie feuerten im direkten Richten. Konstruktiv unterschieden sich diese Geschütze nicht von den Schiffsgeschützen der damaligen Zeit, auch die verwendeten Lafetten entsprachen den damals auf Schiffen üblichen. Die begrenzte Reichweite dieser Geschütze erforderte insbesondere bei größeren Naturhäfen ein aufeinander abgestimmtes System von Befestigungsanlagen. Als Beispiel für ein derartiges System kann die Befestigung des Grand Harbour bzw. Marsamxett Harbour auf der Insel Malta gelten. Nur bei günstigen geografischen Bedingungen wie in Fort Rammekens (Niederlande) war der Bau eines einzigen Forts ausreichend. Aufgestellt wurden diese Geschütze, wie in anderen Festungen auch, in offener Stellung auf Bastionen und sogenannten Batterien. (In diesem Falle bezeichnet der Begriff Batterie die Gruppenaufstellung von Geschützen, nicht aber die taktische Einheit der Artillerie.)

## Entwicklung 1858–1864

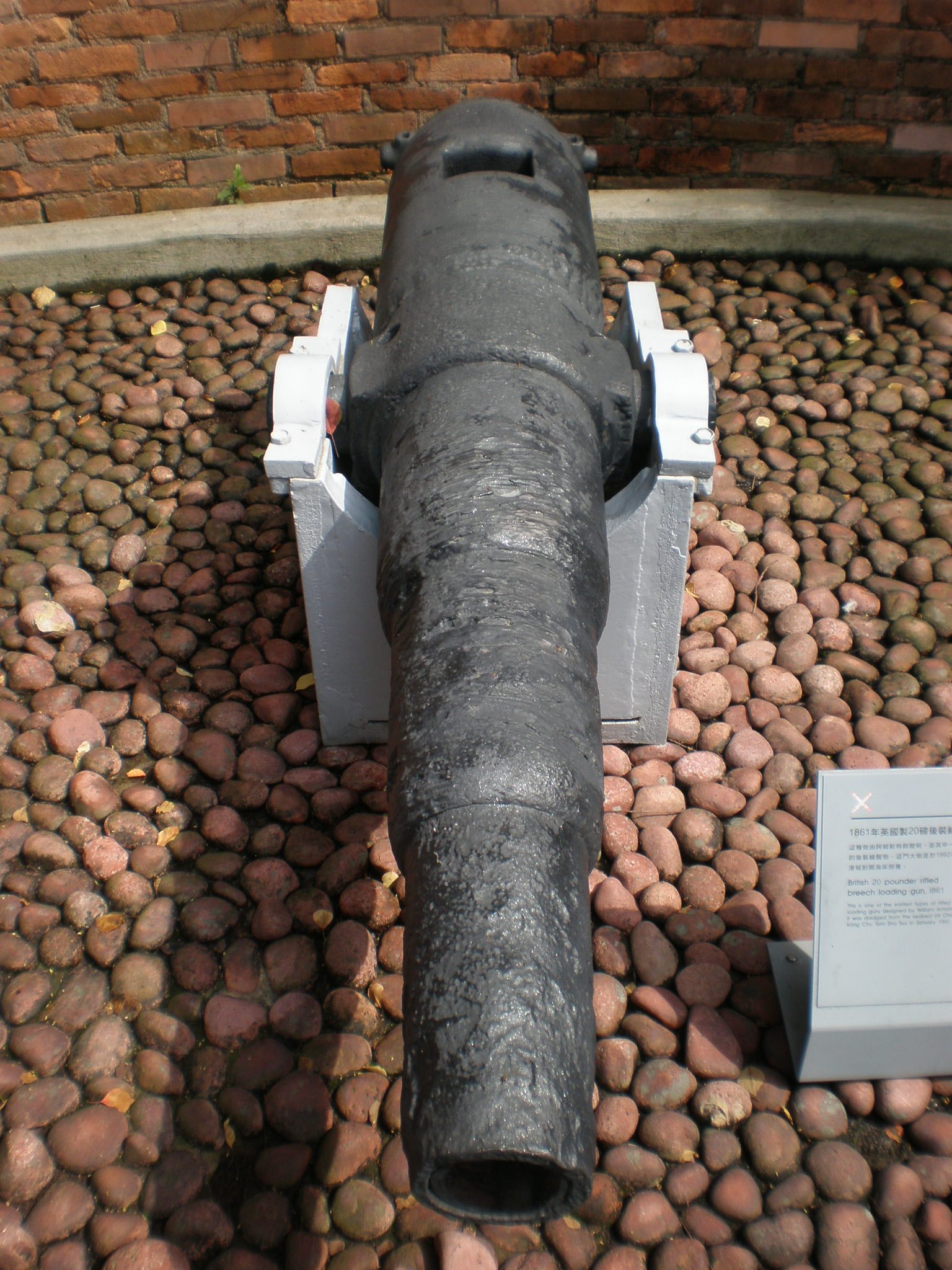
RBL 20 pdr, Fort Lei Yue Mun, Hongkong

Martin von Wahrendorff entwickelte 1848 in Schweden ein Hinterladergeschütz mit gezogenem Lauf. Ab 1858 wurden mit der von William George Armstrong, 1. Baron Armstrong entwickelten Armstrong-Kanone die ersten Hinterladergeschütze mit gezogenem Lauf als RBL (Rifled Breech Loading – gezogenes Rohr, Hinterlader) bei der British Army, kurze Zeit später auch bei der Royal Navy, in Dienst gestellt. Der gezogene Lauf verlieh diesen Geschützen eine höhere Reichweite und Treffgenauigkeit. Dennoch ging man davon aus, dass der Kampf gegen Schiffe auf Entfernungen von wenigen hundert bis maximal 2000 m geführt werden würde. Der Vorteil der höheren Reichweite führte daher noch nicht zu einer aufgelockerten Bauweise der Befestigungen, vorhandene Befestigungsanlagen wurden grundsätzlich weitergenutzt. Allerdings konnte die gleiche Wirkung im Ziel jetzt mit weniger Geschützen erreicht werden. Der Schutz der Küste musste sich daher auf die Befestigung der Einfahrt strategisch wichtiger Häfen und Küstenabschnitte beschränken. Beispiele für derartige Befestigungen sind Castle Williams (ab 1807) und Fort Sumter (ab 1829) in den Vereinigten Staaten oder die Lascaris Battery auf Malta. Teilweise erfolgte die Aufstellung der Geschütze jetzt in Kasematten. Dies wurde möglich, da die Wälle bzw. Mauern der Befestigungen diese nur gegen Artilleriebeschuss, jedoch nicht gegen Infanterieangriffe schützen mussten, sie konnten daher durch die in mehreren Etagen angeordneten Kasematten aufgelockert werden.
Durch den gezogenen Lauf wurde jedoch auch der Verschuss von Langgeschossen möglich, die die bisherigen Vollgeschosse ablösten. Durch entsprechende Gestaltung als panzerbrechende bzw. Brisanzgranate konnte die Wirkung im Ziel gesteigert werden. Andererseits wurden die Schiffe durch eine immer bessere Panzerung geschützt. Nachdem die ersten Monitore nur auf Binnengewässern und im Küstenvorfeld verwendbar waren, wurde 1861 mit HMS Warrior das erste hochseetaugliche Panzerschiff bei der Royal Navy in Dienst gestellt.
Gleichzeitig wuchs die Bedeutung von Hafenanlagen und Kohlestationen für die seefahrenden Nationen. In der Zeit der Segelkriegsschiffe war die Reichweite des Schiffes nur durch mitgeführten Proviant und Trinkwasser begrenzt. Mit Einführung der Dampfmaschine als Antrieb mussten jedoch Kohlevorräte und Kesselspeisewasser relativ häufig ergänzt werden. William Francis Drummond Jervois wies auf den dadurch eintretenden Verlust an Mobilität der Royal Navy hin und schlug die Errichtung von durch Befestigungen geschützten Kohlenstationen an strategisch wichtigen Punkten vor. Dies führte in der Folge zum Bau von Befestigungsanlagen entlang der britischen Hauptverbindungswege von den britischen Inseln über Gibraltar, Malta, den Sueskanal, Aden bis nach Indien, die Straits Settlements und Australien.
Andere Länder vollzogen den Schritt zum Hinterlader mit gezogenem Lauf später. In den Vereinigten Staaten waren die von Dahlgren entwickelten gusseisernen Kanonen, die mächtigen Columbiads und deren Weiterentwicklung, die Rodman-Kanonen, sowie die von Parrott konstruierten Parrot-Geschütze noch im Sezessionskrieg (1861–1865) im Gebrauch, wobei die von Parrot entworfenen Kanonen immerhin schon Züge aufwiesen. Die Rohrkonstruktion bestand, ähnlich wie bei der Armstrong-Kanone, aus einem Seelenrohr mit aufgeschrumpftem Mantelrohr.

## Entwicklung 1864–1880

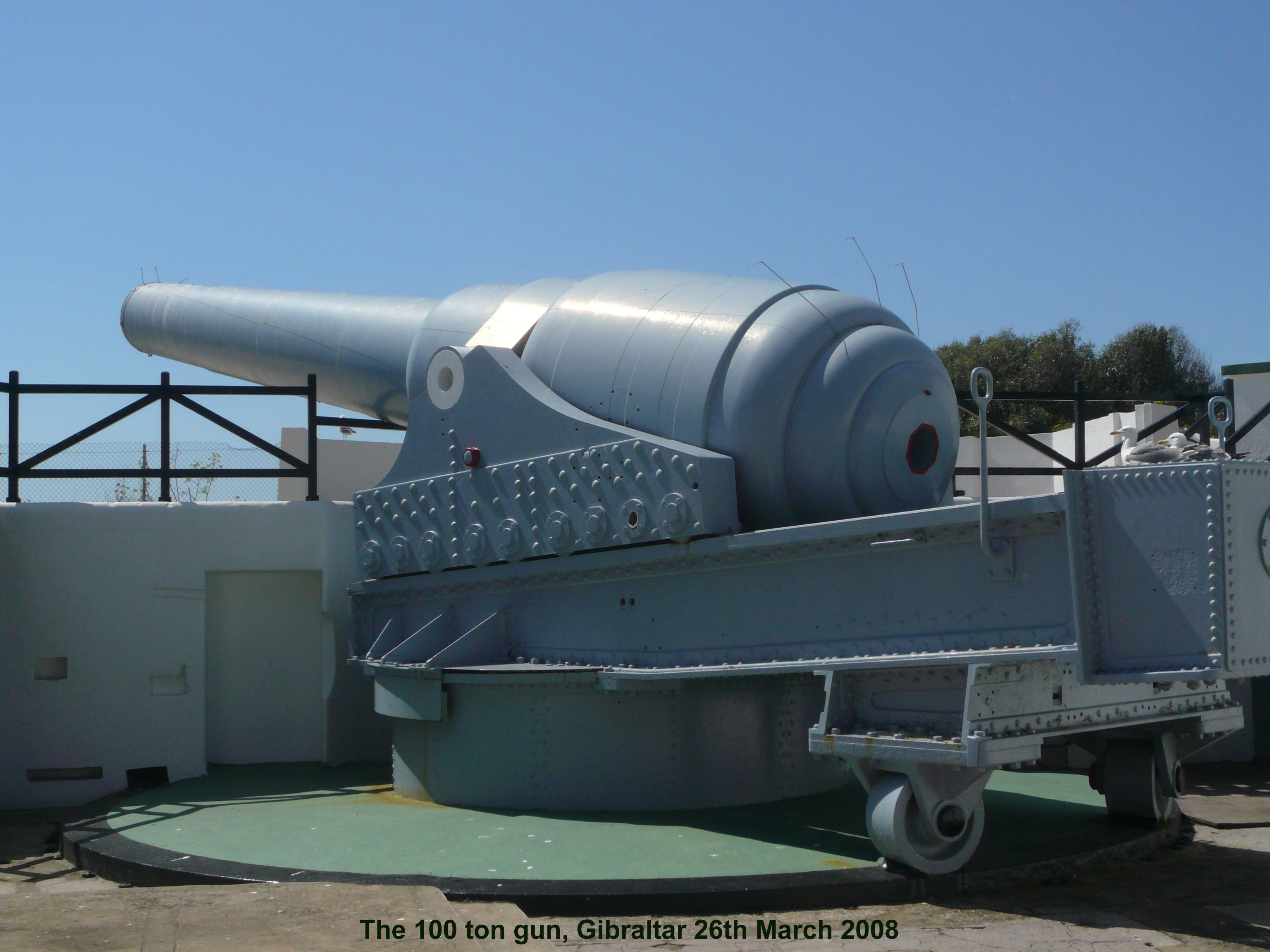
RML 17.72 inch, Gibraltar

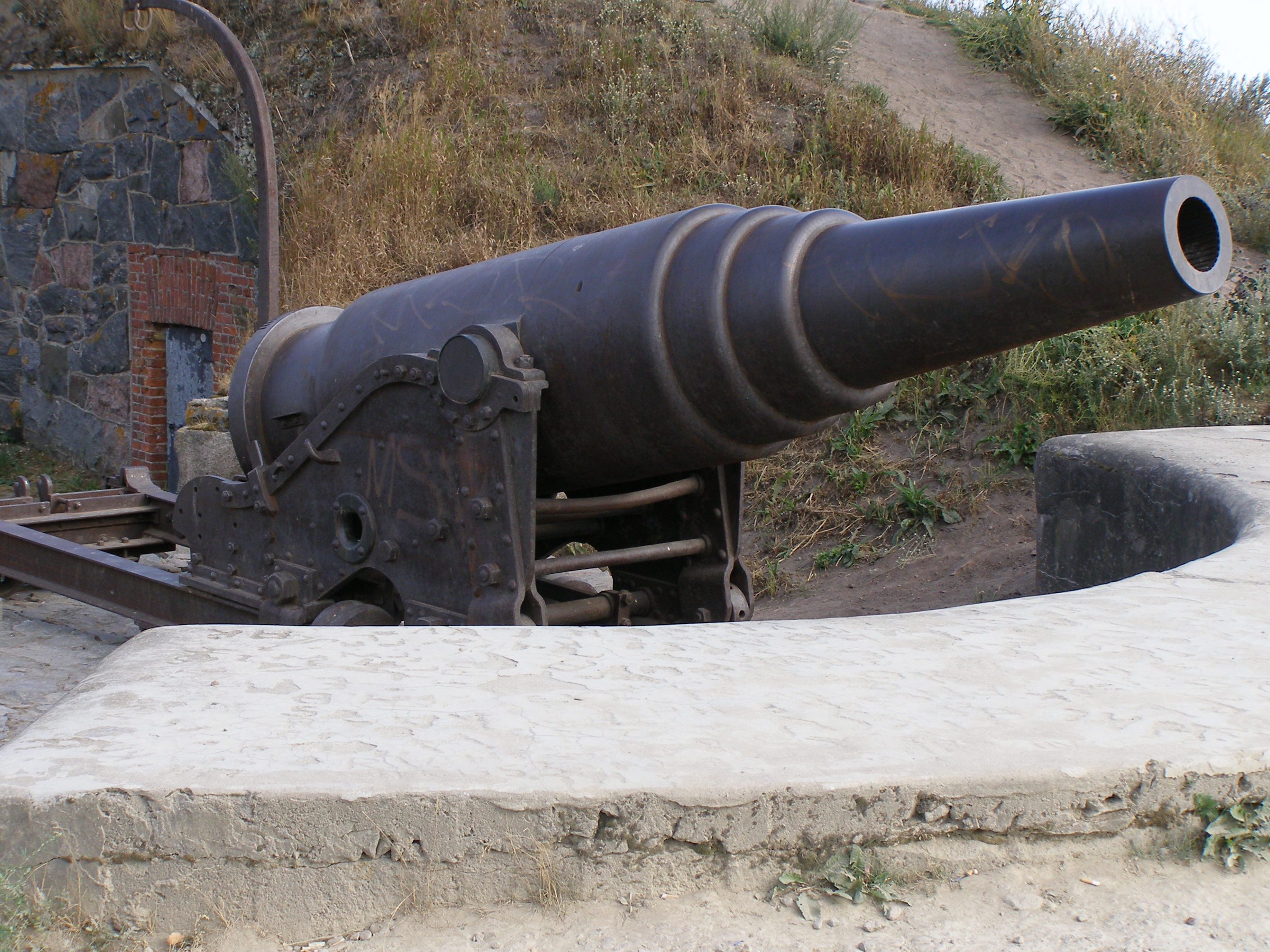
Russische 229-mm-Kanone in der Festung Suomenlinna, Finnland

Zwischenzeitlich waren Royal Navy und British Army aufgrund technischer Probleme, vor allem aber aus Kostengründen, von der Verwendung der Armstrong-Hinterlader abgekommen. Ab 1864 wurde deren Fertigung eingestellt. Das Rohr herkömmlicher Vorderlader konnte jedoch nicht mit Zügen versehen werden, da das Einführen des Geschosses von vorn in den Lauf nur schwer, bei großkalibrigen Geschützen überhaupt nicht möglich war. Armstrong entwickelte jedoch spezielle Granaten, die auch bei einem gezogenen Rohr von vorn geladen werden konnten. Bei Royal Navy und British Army wurden derartige Geschütze als RML (Rifle Muzzle Loading – gezogenes Rohr, Vorderlader) eingeführt. Zwischen 1865 und 1874 entstanden in schneller Folge Geschütze der Kaliber 178 bis 318 mm (7 bis 12,5 inch). Während die maximale Schussweite im Bereich zwischen 4000 und 4500 m lag und im Laufe der Entwicklung relativ konstant bleibt, konnte durch das größere Geschossgewicht die Durchschlagsleistung immer mehr gesteigert werden. Da diese Kanonen zunehmend auf neuerbauten Panzerschiffen installiert wurden, mussten die Geschütze der Küstenartillerie ebenfalls modernisiert werden. Höhepunkt und Abschluss dieser Entwicklungslinie bildete die 1874 konstruierte, aber erst ab 1883 bei der Royal Navy in Dienst gestellte und nur in 15 Exemplaren gefertigte RML 17.72 inch gun. Bei einem Kaliber von 450 mm verschoss sie Granaten mit einem Gewicht von 910 kg. Die Treibladung bestand aus Schwarzpulver. Eine Ladung hatte einen Durchmesser von 399 mm, war 368 mm lang und wog 51 kg. Normalerweise wurden vier oder fünf Ladungen eingelegt. Die Kadenz betrug 1 Schuss je 5 Minuten. Die maximale Kampfentfernung betrug bei höchster Ladung und Rohrerhöhung 5.990 m, dabei konnten noch 394 mm Stahl durchschlagen werden. Diese Leistungen reichten jedoch nicht aus, um auf diese Entfernung Gürtelpanzer und Turmpanzerung des italienischen Schlachtschiffes Duilio zu durchschlagen, zu dessen Bekämpfung war die Kanone jedoch ursprünglich entworfen worden. Nach Indienststellung der Duilio hatte man befürchtet, das Schiff könne im Kriegsfall in die beiden großen Naturhäfen Maltas durchbrechen und mit der überlegenen Reichweite seiner Geschütze die Küstenbefestigungen nacheinander ausschalten, ohne in deren Reichweite zu gelangen. Größe und Komplexität der Waffensysteme machten den Bau eines neuen Typs von Befestigungsanlagen notwendig. Die Befestigungen nahmen jetzt nur noch wenige Geschütze auf. Die vergrößerte Reichweite ermöglichte eine aufgelockerte Bauweise von Forts und Küstenbatterien. Die Stellungen wurden isoliert von anderen Befestigungsanlagen im Gelände angeordnet. Die Schutzwirkung gegen Infanterieangriffe war nur noch gering ausgeprägt und wurde durch Wälle, Gräben und Kaponniere realisiert. Die Geschütze feuerten aus einer offenen Stellung. Die enormen Rückstoßkräfte großkalibriger Geschütze erforderten nun besondere Lafettenkonstruktionen, da leistungsfähige Rohrrücklaufvorrichtungen noch nicht verfügbar waren. Das Zurückspringen der Geschütze war bei Gewichten von mehreren zehn bis zu einhundert Tonnen zu gefährlich, zum anderen erforderten Ladehilfen und Richtantriebe eine feste Position der Geschütze in der Stellung. Die Geschütze wurden daher auf Pivot- oder Drehscheibenlafetten mit Vavasseur-Gleitbahn montiert, bei kleineren Kalibern kamen auch Gelenklafetten zur Anwendung, die ein Nachladen der Waffe unter Schutz erlaubten. Munitionsbunker, mechanische oder hydraulische Richtantriebe sowie Ladehilfen wurden in die Stellungen integriert. Beispiele für diese Entwicklung sind Fort St Leonardo (1875) und die Żonqor Battery (1882, eigentlich zu diesem Zeitpunkt bereits veraltet) auf Malta. Für die RML 17.7 wurden auf Malta (Cambridge Battery, Rinella Battery) und Gibraltar Befestigungsanlagen errichtet, die jeweils nur ein einziges Geschütz aufnahmen.
In Russland kamen konstruktiv sehr ähnliche Typen wie die 229-мм орудие обр. 1867 г. (9-Zoll-Kanone M1867) zum Einsatz.
Um 1890 verbreitete sich die Brisanzgranate. Ihre Zerstörungskraft war deutlich höher; gemauerte Festungen wie z. B. in Frankreich die Barrière de fer konnten nun „zusammengeschossen“ werden.

## Entwicklung 1880–1900

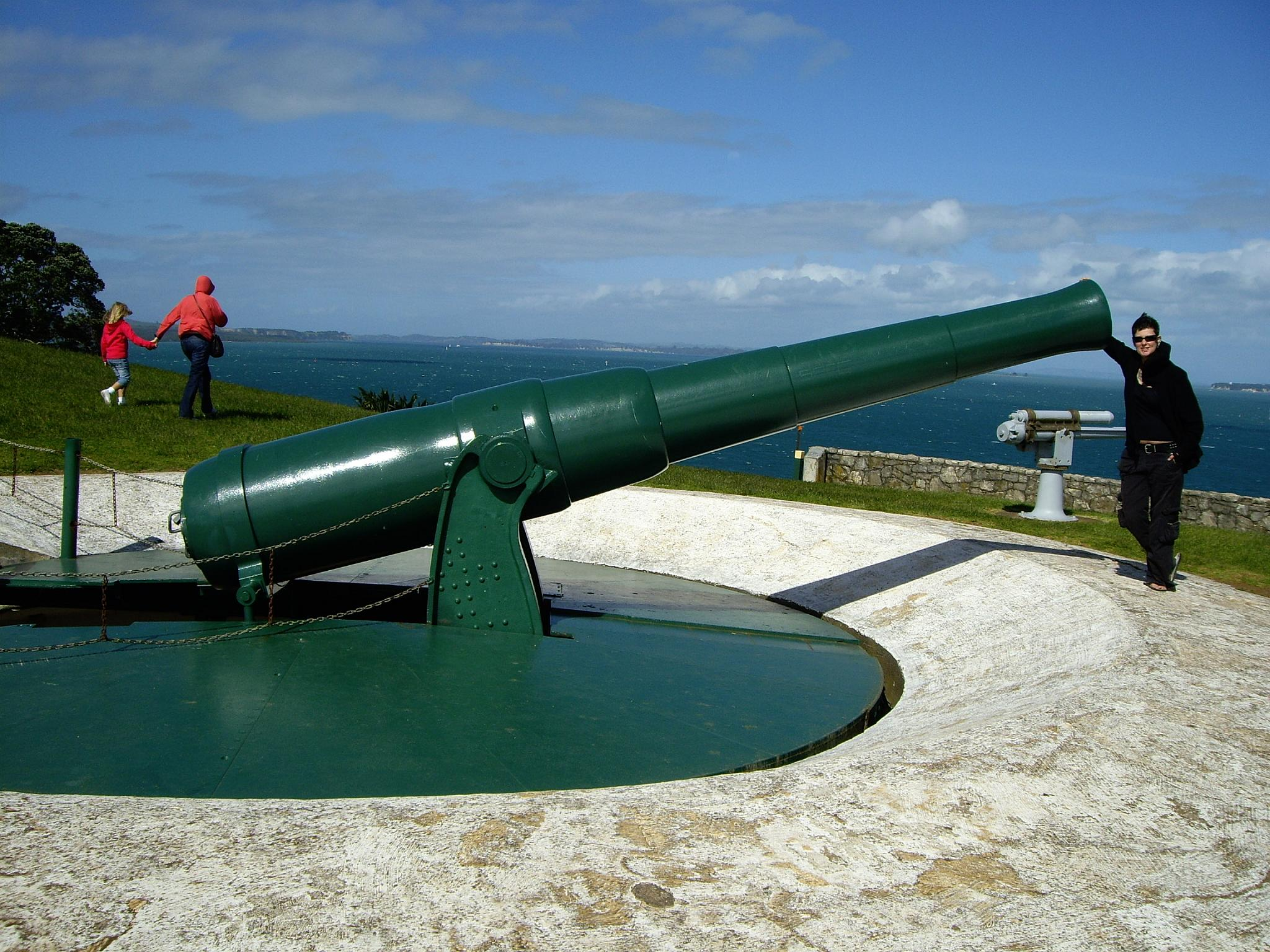
BL 8 inch, Davenport, Neuseeland

Ab Beginn der 1880er Jahre kam es wieder zum Übergang auf Hinterladergeschütze. In der Royal Navy wurden diese als BL (Breech Loading – Hinterlader) geführt. Konstruktiv fanden auch hier wieder die gleichen Typen wie auf Kriegsschiffen Verwendung. Obwohl anfänglich die vorhandenen Treibladungen aus Schwarzpulver verwendet wurden, führten die konstruktiven Veränderungen schlagartig zu einer Verdoppelung der Reichweite. Neu errichtete Küstenbefestigungen konnten daher weiter im Hinterland angeordnet werden, die oben charakterisierten Grundzüge des Baus von Küstenbefestigungen blieben jedoch erhalten. Die Verwendung von langsam abbrennenden Treibladungen wie Kordit und die dadurch mögliche Konstruktion von Geschützen mit längerem Rohr vergrößerte die Reichweite nochmals nachhaltig. Nach wie vor ging man jedoch davon aus, dass das Gefecht auf relativ kurze Entfernungen geführt werden würde. Wie schon 10 Jahre zuvor setzte auch hier ein Wettlauf zwischen der Panzerung der Schiffe und dem Kaliber der Geschütze ein. Das Kaliber wuchs von 6 Zoll (152 mm, BL 6 inch 80 pounder gun, 1880) bis auf 10 Zoll (254 mm, BL 10-inch-gun Mk I – IV, 1885) an. Reichweite und Durchschlagsleistung wuchsen, die Kadenz nahm jedoch mit zunehmendem Kaliber ab. Der Kampf gegen die aufkommenden Torpedoboote erforderte jedoch Geschütze mit hohen Feuer- und Richtgeschwindigkeiten, die Durchschlagsleistung war nebensächlich, da Torpedoboote nicht gepanzert waren. Bei der Royal Navy setzten sich die Kaliber 6 Zoll zum Kampf gegen schnellfahrende, kleine Ziele und 9,2 Zoll zum Kampf gegen größere, gepanzerte Einheiten durch. In Russland wurde 1877 ein konstruktiv den Waffen der britischen BL-Serie ähnliches Geschütz mit einem Kaliber von 152 mm und einer Rohrlänge von 35 Kalibern entwickelt. Die als 6"/35 морская пушка (152-mm-L/35-Kanone M1877) bekannt gewordene Waffe wurde zunächst jedoch auf russischen Schlachtschiffen verwendet und kam erst 1913 in Küstenbefestigungen zum Einsatz. Die deutsche 28 cm SK L/40 (1893) wurde ebenfalls erst ab 1916 als Küstengeschütz eingesetzt.
Während größere Kaliber weiterhin bevorzugt offen aufgestellt wurden, baute man die kleineren Kaliber bei Vorliegen günstiger natürlicher Voraussetzungen auch wieder in Kasematten ein. Vorteil der offenen Aufstellung war der große seitliche Schwenkbereich, der die Abdeckung eines großen Seegebietes ermöglichte. Ähnliche Entwicklungen wie im britischen Machtbereich vollzogen sich in anderen Ländern, beispielsweise in Norwegen (Festung Oscarsborg), oder den Niederlanden (Stellung von Amsterdam). Die Festung Oscarsborg wurde mit drei 1893 von Krupp gebauten 28-cm-Geschützen ausgerüstet, dazu kam noch eine Reihe kleinkalibriger Geschütze.

## Entwicklung 1900 bis ca. 1950

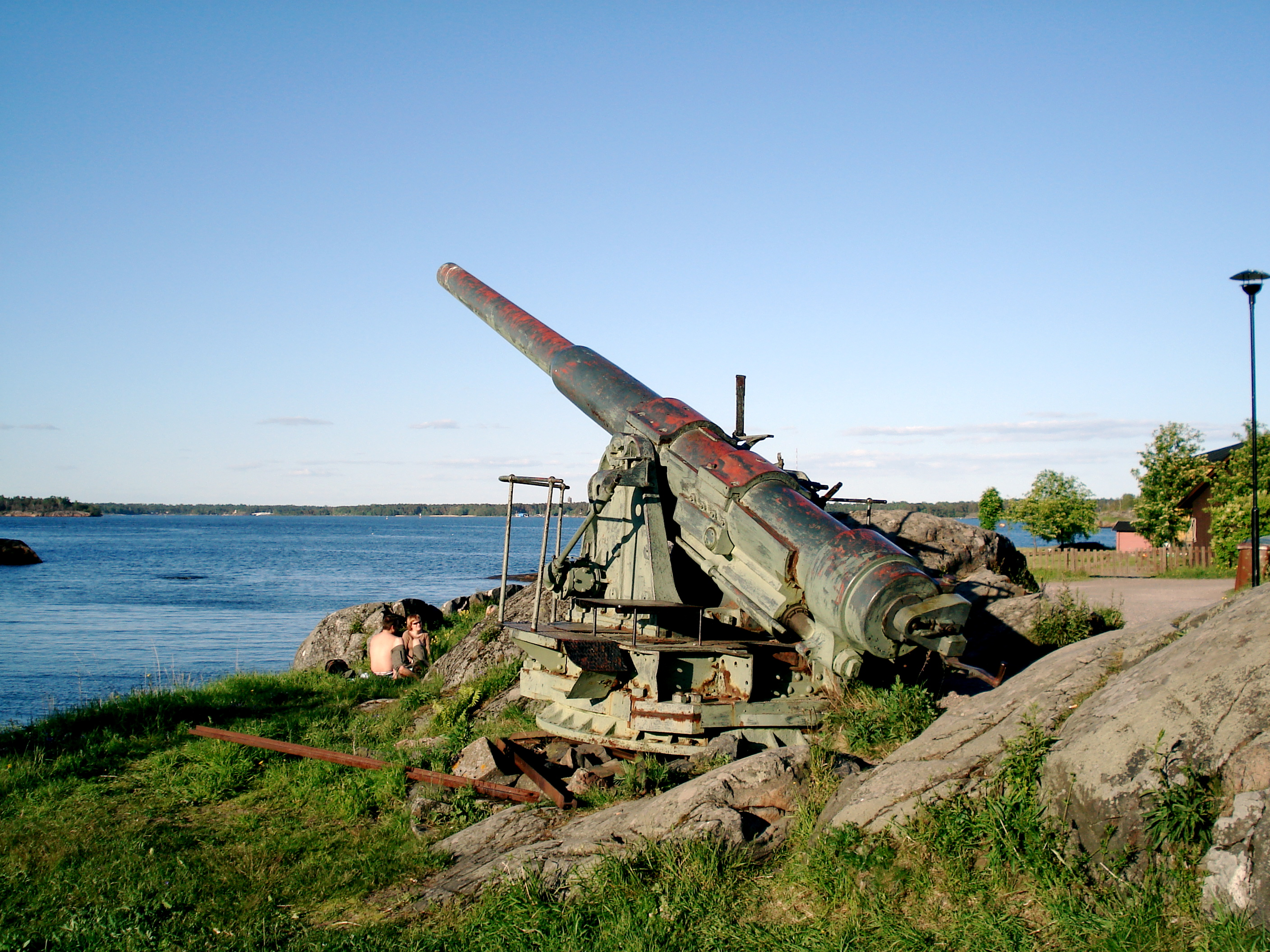
Russische 152 mm/50 in der Festung Suomenlinna (Finnland), Entwurf Vickers, Baujahr 1909. Beachte die Lafette im Vergleich zur 28-cm-Krupp-Kanone der Festung Oscarsborg

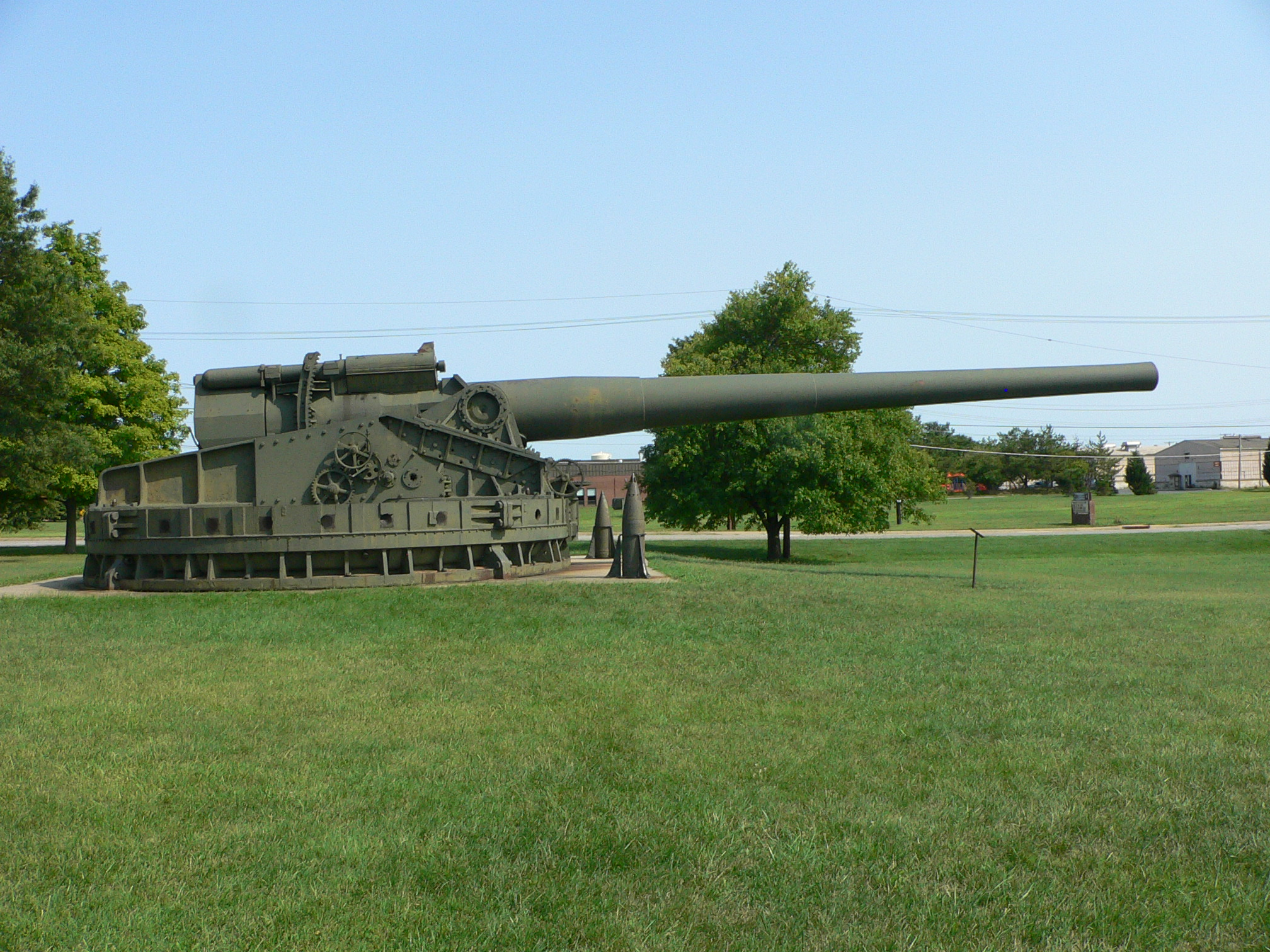
Küstengeschütz M1919 im U.S. Army Ordnance Museum

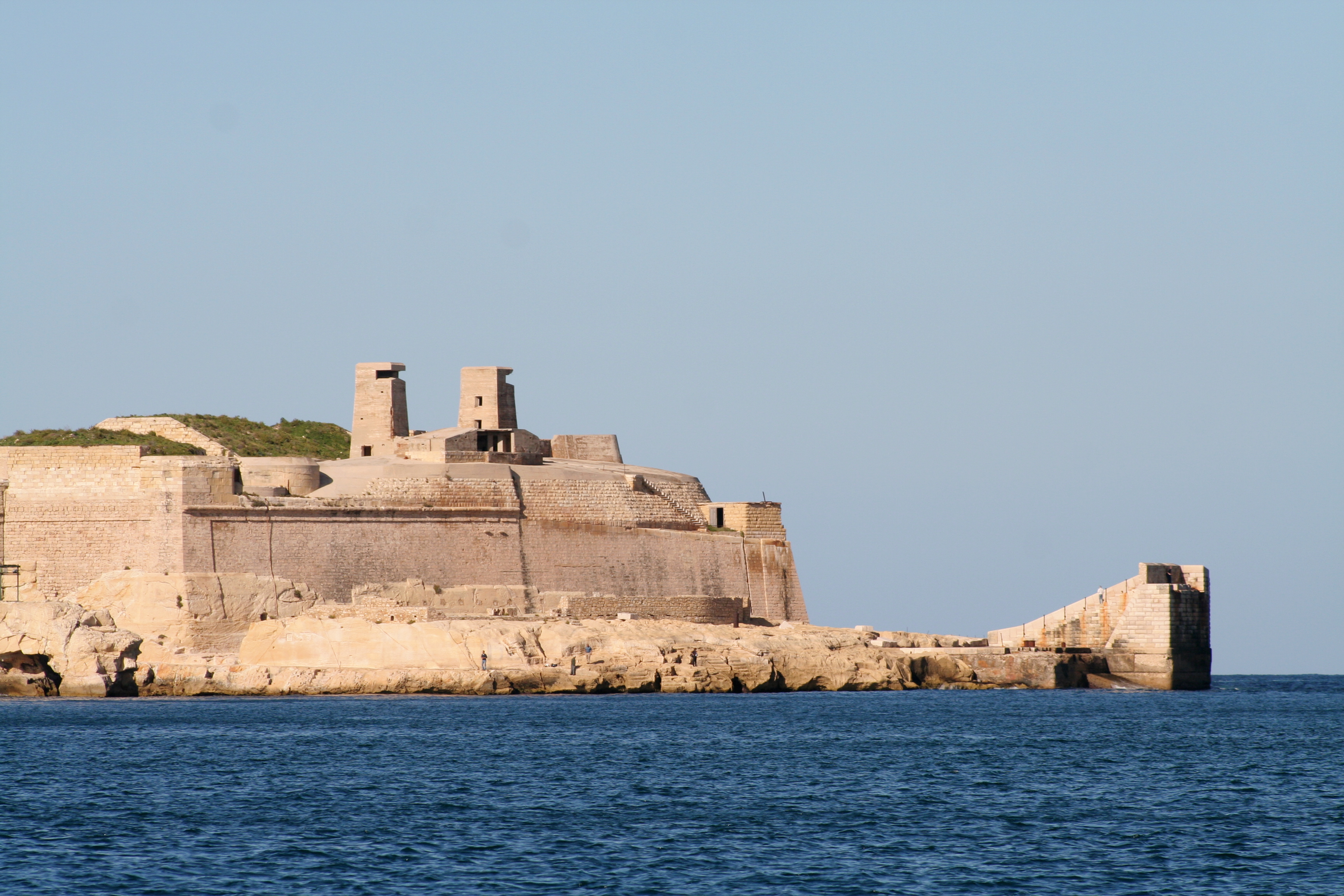
Fort St. Elmo; Valletta, Malta. In der Bildmitte sind die zur Zeit des Zweiten Weltkrieges errichteten Beobachtungs- und Feuerleitstände zu erkennen.

Gegen Ende des 19. Jahrhunderts wurden wirksame Rohrrücklaufbremsen verfügbar. Mit dem Übergang zur Wiegenlafette konnten Lafetten leichter und platzsparender gebaut werden. Gleichzeitig wurde erkannt, dass die Geschützstellungen Schutz zumindest gegen Splitter, teilweise aber auch direkte Treffer erhalten mussten. Bisher hatte man angenommen, dass eine Küstenbefestigung einem Schiff taktisch überlegen war. Noch bei der Konstruktion der Cambridge Battery war man Ende der 1870er Jahre davon ausgegangen, dass ein direkter Treffer von einem Kriegsschiff direkt in die Batterie eher unwahrscheinlich war. Durch die verbesserte Feuerleitung, aber auch die gestiegene Kadenz, konnte ein Kriegsschiff inzwischen mehr Geschosse in kürzerer Zeit genauer ins Ziel bringen. Teilweise wurden Geschütze daher mit an der Oberlafette befestigten und damit mitschwenkenden Schutzschilden ausgerüstet, die zumindest gegen Splitter schützten. In anderen Fällen wurden Panzerkuppeln installiert. Ab den 1920er Jahren gewann der Schutz gegen Luftangriffe größere Bedeutung. Dies führte zu einer nochmals aufgelockerten, dem Gelände angepassten Aufstellung der Geschütze.
Damit fand die Entwicklung von Küstenbefestigungsanlagen ihren Abschluss. Die in der ersten Hälfte des 20. Jahrhunderts errichtete Befestigungen wie Fort Campell auf Malta wurden nach diesen Grundsätzen errichtet. Teilweise kamen in den Batterien wie bei der Küstenbatterie Maxim Gorki I auch komplette Geschütztürme ausgedienter Schlachtschiffe zum Einsatz.
Mit dem gezogenen Hinterlader auf Wiegenlafette hat auch die Entwicklung der Küstengeschütze selbst ihren vorläufigen Abschluss gefunden. Beim Neubau von Küstenbefestigungen wurden die jeweils aktuellen Modelle montiert, meist handelt es sich hier um Schiffsgeschütze. Das Deutsche Reich war bereits am Ende des 19. Jahrhunderts zu Krupps 35-, Italien zur 40-cm-Kanone übergegangen; in den Vereinigten Staaten wurden Kanonen M1919 eingesetzt. In Großbritannien war das größte Kaliber 15 inch (381 mm). Das Anwachsen der Kaliber und damit des Gewichtes der Kanonen erforderte den Bau spezieller Bettungen. In älteren Anlagen blieben die ab Ende der 1880er-Jahre vorhandenen Geschütze bis nach Ende des Zweiten Weltkrieges in Dienst. Zwar hatte sich um die Jahrhundertwende die Entfernung, auf die Seeschlachten ausgetragen wurden, erhöht. Während des Chinesisch-Japanischen Krieges 1894 wurden fünf Seeschlachten auf eine Entfernung von 2.000 m ausgetragen, aber in der Seeschlacht im Gelben Meer 1904 begann das Gefecht auf 6.500 m.
Die meisten verwendeten Geschütze konnten diesen Entfernungsbereich jedoch mühelos abdecken, in einigen Fällen, wie zum Beispiel in Oscarsborg, war aufgrund der geografischen Bedingungen das Gefecht sowieso nur auf kürzere Entfernungen zu führen. Die größere Reichweite der Kanonen stellte jedoch – wie auch auf den Kriegsschiffen dieser Zeit – erhöhte Anforderungen an die Feuerleitung. Typisch war für diese Zeit der Bau von Beobachtungs- und Feuerleitständen. Diese wurden teilweise direkt in der Feuerstellung oder in deren unmittelbarer Nähe, teilweise aber auch weit entfernt erbaut. Konstruktiv handelt es sich meist um aus Stahlbeton errichtete Hochbunker.
Typisch für diese Zeit ist auch der Einsatz älterer Schiffsgeschütze. Wie die russische 152 mm-Kanone von 1887 oder die deutsche 28 cm SK L/40 wurden sie auf Schiffen durch modernere Typen ersetzt, oder die älteren Schiffe wurden gänzlich ausgemustert. Die vorhandenen Geschütze setzte man in Küstenbefestigungen ein. In den Vereinigten Staaten und Deutschland wurden auch Steilfeuerwaffen wie der 12 in mortar oder die 28-cm-Haubitze L/12 als Küstengeschütze verwendet. Ihr Vorteil lag darin, dass ihre Granaten nicht die durch den Gürtelpanzer stark geschützten Bordwände, sondern die wesentlich schwächer gepanzerten Decks durchschlugen. Da jedoch ausreichend gebrauchte Schiffsgeschütze zur Verfügung standen, war die Zahl der Neuentwicklungen und -bauten begrenzt, auch die Steilfeuerwaffen konnten sich nicht im großen Maßstab durchsetzen.
Die Bedeutung der Küstenartillerie wurde unterstrichen, als 1940 während des Unternehmens Weserübung der deutsche Schwere Kreuzer Blücher von den Kanonen und Torpedos der Festung Oscarsborg versenkt wurde. Konzeptioneller Abschluss und Höhepunkt der Küstenbefestigungen und der herkömmlichen Küstenartillerie war der zwischen 1942 und 1944 errichtete Atlantikwall, vgl. Küstenbatterie Graf Spee. Letztendlich wurden jedoch durch Landung der Alliierten in der Normandie 1944 die begrenzte Eignung der Küstenbefestigungen und der herkömmlichen Küstenartillerie aufgezeigt.

## Entwicklung ab 1950

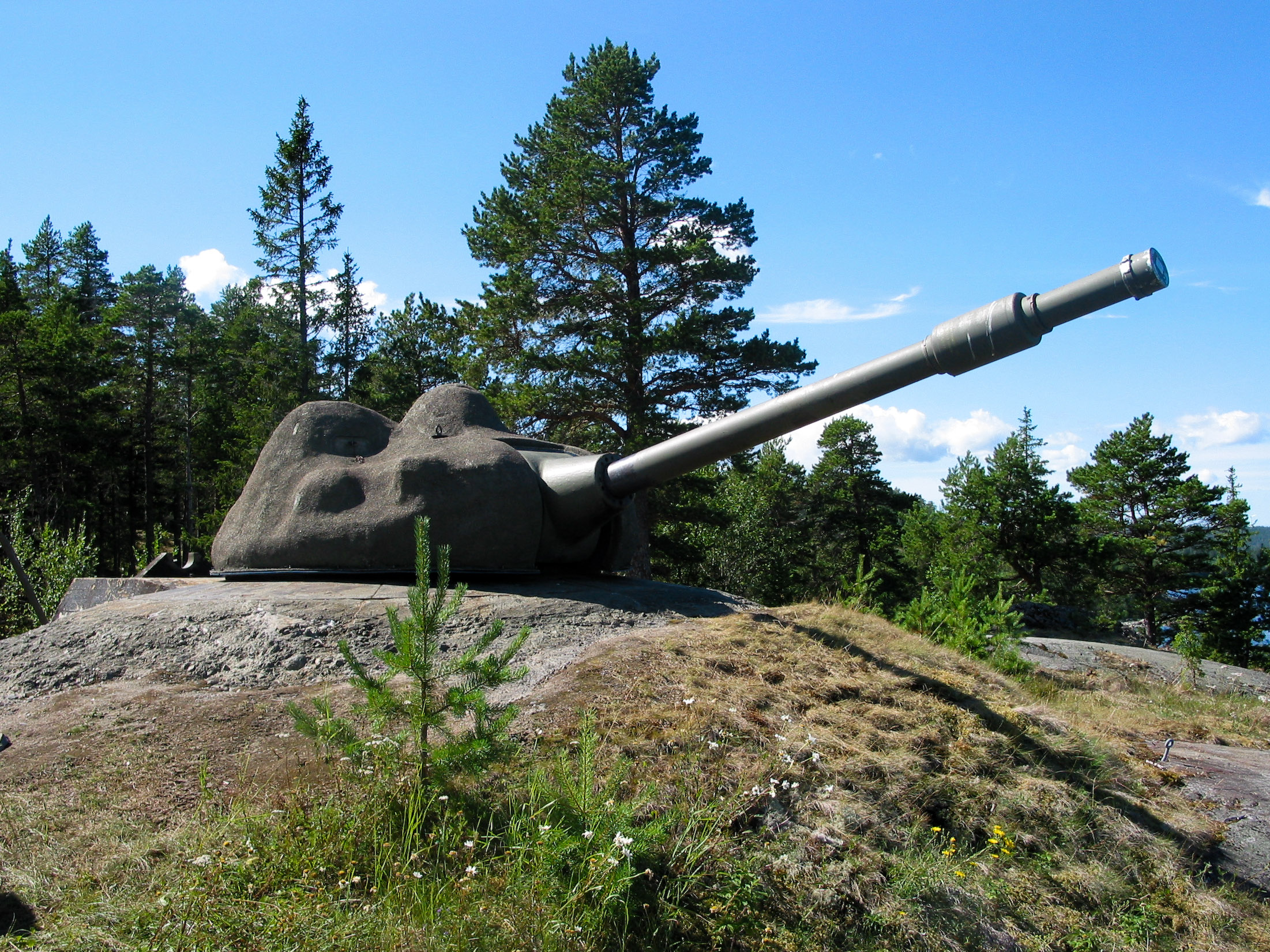
7.5 cm tornpjäs m/57, Festung Hemsö, Schweden

Mit der gesteigerten taktischen Beweglichkeit, der Entwicklung von Seezielraketen und den Möglichkeiten der elektronischen Aufklärung von Seezielen verlor die herkömmliche Küstenartillerie ab den 1950er Jahren immer mehr an Bedeutung. In einigen Staaten wurden mobile, landbasierte Raketensysteme zur Seezielbekämpfung wie die P-15 Termit (Sowjetunion) und die RBS15 (Schweden) entwickelt, größtenteils übernahm jedoch die mobile Feldartillerie die Aufgabe der Küstenverteidigung im Bedarfsfall. Lediglich Schweden und Norwegen stellten von 1962 bis 1975 mit der 7.5 cm tornpjäs m/57 (Kaliber 75 mm), ab 1962 mit der 10.5 cm tornautomatpjäs m/50 (nur Schweden, ab 2000 ausgemustert) und ab 1976 (Schweden) bzw. 1989 (Norwegen) mit der 12 cm tornautomatpjäs m/70 sowie Finnland mit der 100 56 TK (Turm des Kampfpanzers T-55, 1961) und der 130 53 TK (ab 1971) nochmals stationäre Küstengeschütze in Dienst. Derzeit verfügen nur noch wenige Länder über eine eigenständige, im Regelfall mobile, Küstenartillerie. Die vorhandenen Geschütze in den bestehenden Befestigungsanlagen wurden größtenteils abgebaut und verschrottet, die Anlagen aufgegeben oder umgewidmet.